# Imitations
Imitations è l'ottavo album solista di Mark Lanegan, pubblicato nel 2013 dalla Vagrant Records in USA e dalla Heavenly Recordings nel Regno Unito.
È un album di cover composto da canzoni prese dalla collezione musicale dei genitori di Lanegan e da canzoni di artisti contemporanei come Chelsea Wolfe, Nick Cave and the Bad Seed e The Twilight Singers.
Prodotto da Martin Feveyear, che aveva già lavorato con Lanegan per il suo precedente album di cover, I'll Take Care of You (1999), l'album è stato preceduto dal singolo I'm Not the Loving Kind.

## Tracce
1. Flatlands
2. SHe's Gone
3. Deepest Shade
4. You Only Live Twice
5. Pretty Colors
6. Brompton Oratory
7. Solitare
8. Mack The Knife
9. I'm Not the Loving Kind
10. Lonely Street
11. Élégie funèbre
12. Autumn Leaves